# Ana Blanco
Ana Isabel Blanco López(Bilbao, España, 28 de noviembre de 1960), conocida como Ana Blanco, es una periodista, locutora de radio y presentadora de televisión española.

## Biografía
Estudió pedagogía, inglés y francés en la Universidad de Deusto y es hermana de periodistas. También estudió dos años de Periodismo en la Universidad de Deusto, obteniendo la licenciatura en Ciencias de la Información en la Facultad de Ciencias de la Información (Universidad Complutense de Madrid) y tiene además, un máster en Periodismo por la Escuela de Periodismo UAM-El País.
Debutó en los medios de comunicación, en la radio, en 1980, colaborando en el programa Los 40 Principales en Bilbao, trabajo que compaginaba con sus estudios. Posteriormente, la cadena la llevó a trabajar a Madrid. Entre 1989 y 1990 trabajó en Radio 16 y presentó junto a Agustín Bravo, el programa cultural Zip-zap. La guía en Telemadrid.
El 11 de septiembre de 1990 se presentó al casting que organizó Televisión Española para elegir nuevos presentadores de informativos y lo hizo por casualidad, por consejo de una amiga y tan solo cuatro días después, el 15 de septiembre de 1990 en plena Guerra del Golfo, empezó a presentar el Telediario Fin de semana con Francine Gálvez, relevando a Mari Pau Domínguez, bajo edición de Miguel Adrover y realización de Mauricio Rico. Dirigía los informativos María Antonia Iglesias. En la temporada 1991-92 pasó a presentar en La 2, Noticias de La 2, en su edición de tarde.
Desde el 28 de septiembre de 1992 al 24 de septiembre de 1993 presentó el Telediario 2 con Matías Prats. La edición estuvo dirigida por Miguel Adrover y realizada por Antonio Casado Ruiz. Desde el 27 de septiembre de 1993 al 31 de agosto de 1996 presentó Telediario 1 con Matías Prats, edición realizada por Eugenio Calderón Polo.
Desde el 8 de septiembre de 1996 al 26 de abril de 1998 volvió a presentar Telediario Fin de semana con Pedro Sánchez Quintana, estando acompañados en los deportes en la temporada 1996-97 por Ramón Trecet y en la 1997-98 por Salvador Martín Mateos. Durante la temporada 1996-97 fue coeditora junto a Pedro Sánchez Quintana y a la temporada siguiente, la editora fue Luisa Palma. El realizador era Mauricio Rico y el productor José Eduardo Pérez.
Desde el 27 de abril de 1998 al 31 de julio de 1998 presentó el Telediario 2 con María Escario en los deportes, relevando a Ernesto Sáenz de Buruaga, bajo edición de Adolfo Lefort y Andrés Martín Velasco y realización de Carlos Gómez López y José Luis Hernández.
Desde el 31 de agosto de 1998 al 29 de julio de 2013 presentó el Telediario 1, relevando a Matías Prats y Almudena Ariza, en solitario (1998-99 / 2000-01 a 2002-03 / 2004-05 a 2012-13) y en pareja con César Macía (1999/00) y Josep Puigbó (2003/04); con Jesús Álvarez (1998-2004 / 2005-2013), María Escario (2004-2005) y Sergio Sauca (2013) en deportes. La dirección es de Andrés Martín Velasco y la edición de Ángel Nodal (1998/99) y después bajo edición de Juan Pablo Colmenarejo (1999/00 y 2000/01), Juan Seoane / Matías Montero (2001/02 y 2002/03), Enrique Muñoz, Prudencio Medel / Amaia Pérez de Mendiola (2003/04), Pilar García Padilla (2004-2008), Josefa Rodríguez Voces (2008-2012) y Elena Ochoa (2012/13). La realización corre a cargo de Eugenio Calderón Polo y Juana Teresa Romero y producción de Julio Domínguez, Carlos Álvarez y Carmen Moraleda.
Tras 17 años contratada por RTVE, desde agosto de 2007 forma parte del personal laboral fijo de la empresa en la categoría de 'Informador'. Entre 2007 y 2009 copresentó Informe semanal con Pepa Bueno, Lorenzo Milá, David Cantero, María Casado, Ana Pastor y Beatriz Ariño. En otoño de 2009 presentó Tengo una pregunta para usted.
Desde el 2 de septiembre de 2013 al 31 de agosto de 2018 presentó el Telediario 2, primero con Marcos López hasta el 1 de julio de 2014 y en solitario desde el 8 de septiembre de 2014 al 31 de agosto de 2018, con Jesús Álvarez en los deportes y Mònica López en el tiempo. María Eizaguirre Comendador es la editora, Laura Díaz la realizadora y Santos López y Óscar Sarmiento los productores.
El 13 de junio de 2016 moderó junto a Pedro Piqueras y Vicente Vallés, el debate electoral a cuatro de la Academia de Televisión -el único de la campaña- entre Mariano Rajoy, Albert Rivera, Pedro Sánchez y Pablo Iglesias.
Desde el 3 de septiembre de 2018 vuelve a presentar Telediario 1 5 años después, relevando a Pilar García Muñiz. Amaia Pérez de Mendiola es la  editora de este informativo, con Juana Teresa Romero / Olegario Marcos en realización y Carmen Moraleda en producción. Raquel González (hasta el 1 de febrero de 2019) y Lourdes García Campos (desde el 4 de febrero de 2019) se encargan de los deportes. 
El 4 de noviembre de 2019 moderó junto a Vicente Vallés, el debate a cinco de la Academia de Televisión -el único de la campaña- entre Pedro Sánchez, Pablo Casado, Albert Rivera, Pablo Iglesias y Santiago Abascal.
Tras 31 años y más de 7.400 informativos presentados en TVE, el 15 de julio de 2022 presenta por última vez el Telediario de Televisión Española. Tras oficializarse su salida de los TD de TVE el 29 de agosto de 2022, se anunció que continuaría ligada a los Informativos de Televisión Española presentando y codirigiendo Todo cambia en La 1, una serie documental de ocho episodios de 60 minutos de duración cada uno, en la cual reviviría acontecimientos narrados en primera persona, viajando a los lugares más relevantes para explicar lo que había sucedido con el paso del tiempo. Se estructuraría en bloques que abarcarían cuestiones de política, economía, movimientos sociales, tecnología, deporte, ecología y medio ambiente. El programa se emitió en la noche de los miércoles después de la última temporada de Cuéntame cómo pasó desde el 18 de octubre de 2023.
Presentó el programa especial con motivo del 50.⁰ aniversario de Informe semanal grabado en el Museo Guggenheim Bilbao y en el Teatro Real de Madrid, el miércoles, 29 de marzo de 2023 y emitido el sábado, 1 de abril de 2023 en La 1 de Televisión Española.
El 22 de agosto de 2023 se anuncia que Ana Blanco pide la jubilación anticipada a RTVE tras casi 33 años de servicio a la empresa, para retirarse a vivir a su casa de Laredo en Cantabria, aunque esta información sería desmentida posteriormente por RTVE. El 9 de septiembre de 2023 vuelve a ponerse al frente de Informe semanal en Televisión Española, tras conducir en abril de 2023 el especial 50.⁰ aniversario del programa y tras presentarlo entre 2007-2009 con otros seis presentadores de informativos de Televisión Española.
El 22 de febrero de 2024, RTVE anunció en un comunicado que Ana Blanco se prejubilaba, poniendo fin a su carrera profesional, presentando por última vez Informe semanal el 24 de febrero de 2024 y haciéndose efectiva su salida de la empresa el 29 de marzo de 2024 tras 33 años.
Durante 33 años en TVE, estuvo al frente de numerosos programas informativos entre ellos programas especiales electorales y los especiales con motivo de los atentados del 11 de septiembre de 2001 en Nueva York —el Telediario más largo de la historia de Televisión Española. Empezó a las 15:00 y acabó a las 22:10 y contó con la incorporación poco después de empezar, de Alfredo Urdaci, director de los Servicios Informativos de TVE y director-presentador del Telediario Segunda Edición, que copresentó el especial hasta su finalización— y los del 11 de marzo de 2004 en Madrid con Josep Puigbó. También en programas dedicados al primer aniversario del fallecimiento de la princesa Diana de Gales, el del nacimiento del primer hijo de la Infanta Elena, la inauguración de la Expo '98, la boda de Felipe de Borbón y Letizia Ortiz en 2004, el fallecimiento del papa Juan Pablo II, la proclamación del papa Benedicto XVI y su renuncia, la proclamación del papa Francisco, el fallecimiento del expresidente del Gobierno Adolfo Suárez, la abdicación de Juan Carlos I, la proclamación de Felipe VI, el fallecimiento de Isabel II y proclamación de Carlos III, entre otros.
El 15 de octubre de 2024 presentó el boletín informativo de las diez de la mañana de Radio Bilbao dentro de Hoy por hoy Bilbao, con motivo del centenario de la emisora, volviendo por unos minutos a sus inicios en la radio.

## Televisión
| Fecha                           | Programa                                                                      | Cadena |
| ------------------------------- | ----------------------------------------------------------------------------- | --- |
| 1989                            | Antena 3 Noticias (casting)                                                   | Antena 3 |
| 1989-1990                       | Zip-zap. La guía                                                              | Telemadrid |
| 1990                            | A por todas (off)                                                             | Canal Sur Televisión |
| 1990-1991; 1996-1998            | Telediario Fin de semana                                                      | La 1, 24 horas y TVE Internacional |
| 1991                            | Conferencia de Paz de Madrid                                                  | La 2 |
| 1991-1992                       | Noticias de Redacción de La 2 (tarde)                                         | La 2 |
| 1992-1993; 1998; 2013-2018      | Telediario 2                                                                  | La 1, 24 horas y TVE Internacional |
| 1993-1996; 1998-2013; 2018-2022 | Telediario 1                                                                  | La 1, 24 horas y TVE Internacional |
| 1992                            | Exposición Universal de Sevilla                                               | La 2 |
| 1995                            | Boda de la infanta Elena y Jaime de Marichalar                                | La 1 y TVE Internacional |
| 1997                            | Boda de la Infanta Cristina e Iñaki Urdangarin                                | La 1 y TVE Internacional |
| 1998                            | Dos especiales: Primer año sin Lady Di                                        | La 1 y TVE Internacional |
| 1998                            | Exposición Especializada de Lisboa                                            | La 1 y TVE Internacional |
| 2001                            | TD-1: Especial Atentados del 11 de septiembre de 2001                         | La 1 y TVE Internacional |
| 2004                            | Elecciones generales de España                                                | La 1 y TVE Internacional |
| 2004                            | Especial Atentados del 11 de marzo de 2004                                    | La 1 y TVE Internacional |
| 2004                            | Boda de Felipe de Borbón y Letizia Ortiz                                      | La 1 y TVE Internacional |
| 2005                            | Muerte de Juan Pablo II                                                       | La 1 y TVE Internacional |
| 2005                            | Elección de Benedicto XVI                                                     | La 1 y TVE Internacional |
| 2006                            | TVE 50 años                                                                   | La 1 y TVE Internacional |
| 2007                            | Elecciones autonómicas y municipales de España                                | La 1, 24 horas y TVE Internacional |
| 2007-2009; 2023-2024            | Informe semanal                                                               | La 1, 24 horas y TVE Internacional |
| 2007 y 2009                     | Tengo una pregunta para usted                                                 | La 1, 24 horas y TVE Internacional |
| 2008                            | Elecciones generales de España                                                | La 1, 24 horas y TVE Internacional |
| 2008                            | Elecciones presidenciales de Estados Unidos                                   | La 1, 24 horas y TVE Internacional |
| 2009                            | Elecciones al Parlamento Europeo                                              | La 1, 24 horas y TVE Internacional |
| 2009                            | Elecciones al Parlamento de Galicia y al Parlamento Vasco                     | La 1, 24 horas y TVE Internacional |
| 2010                            | Especiales TD-1 y TD-2: España gana el Mundial de Fútbol de Sudáfrica         | La 1, 24 horas y TVE Internacional |
| 2010                            | Elecciones al Parlamento de Cataluña                                          | La 1, 24 horas y TVE Internacional |
| 2011                            | Elecciones autonómicas y municipales de España                                | La 1, 24 horas y TVE Internacional |
| 2011                            | 11-S: 10 años                                                                 | La 1, 24 horas y TVE Internacional |
| 2011                            | Elecciones generales de España                                                | La 1, 24 horas y TVE Internacional |
| 2012                            | Elecciones al Parlamento de Andalucía                                         | La 1, 24 horas y TVE Internacional |
| 2012                            | Especial TD-1: España campeona de la Eurocopa de Polonia y Ucrania            | La 1, 24 horas y TVE Internacional |
| 2012                            | Elecciones al Parlamento de Cataluña                                          | La 1, 24 horas y TVE Internacional |
| 2012                            | Elecciones presidenciales de Estados Unidos                                   | La 1, 24 horas y TVE Internacional |
| 2012                            | Elecciones al Parlamento de Galicia y al Parlamento Vasco                     | La 1, 24 horas y TVE Internacional |
| 2013                            | Benedicto XVI abandona el papado, Francisco nuevo papa                        | La 1, 24 horas y TVE Internacional |
| 2014                            | Elecciones al Parlamento Europeo                                              | La 1, 24 horas y TVE Internacional |
| 2014                            | Tres especiales: Fallecimiento de Adolfo Suárez                               | La 1, 24 horas y TVE Internacional |
| 2014                            | Abdicación de Juan Carlos I                                                   | La 1, 24 horas y TVE Internacional |
| 2014                            | Proclamación de Felipe VI                                                     | La 1, 24 horas y TVE Internacional |
| 2015                            | Elecciones al Parlamento de Andalucía                                         | La 1, 24 horas y TVE Internacional |
| 2015                            | Entrevista a Mariano Rajoy                                                    | La 1, 24 horas y TVE Internacional |
| 2015                            | Entrevista a Pedro Sánchez                                                    | La 1, 24 horas y TVE Internacional |
| 2016                            | Entrevista a Mariano Rajoy                                                    | La 1, 24 horas y TVE Internacional |
| 2016                            | Entrevista a Pedro Sánchez                                                    | La 1, 24 horas y TVE Internacional |
| 2016                            | Entrevista a Pablo Iglesias                                                   | La 1, 24 horas y TVE Internacional |
| 2016                            | Entrevista a Albert Rivera                                                    | La 1, 24 horas y TVE Internacional |
| 2016                            | Debate a cuatro 2016                                                          | La 1, Antena 3, Telecinco, La Sexta, 24 horas, Trece, Intereconomía, Telemadrid, Canal Sur Televisión, Aragón TV, 7 Televisión Región de Murcia, CMM TV, Canal Extremadura, La 7, La Otra, Canal Sur Andalucía, Andalucía TV y TV Mediterráneo |
| 2016                            | Tres especiales: Investidura de Pedro Sánchez                                 | La 1, 24 horas y TVE Internacional |
| 2016                            | Tres especiales: Investidura de Mariano Rajoy                                 | La 1, 24 horas y TVE Internacional |
| 2016                            | Elecciones al Parlamento de Galicia y al Parlamento Vasco                     | La 1, 24 horas y TVE Internacional |
| 2016                            | Elecciones presidenciales de Estados Unidos                                   | La 1, 24 horas y TVE Internacional |
| 2016                            | Muerte de Fidel Castro                                                        | La 1, 24 horas y TVE Internacional |
| 2017                            | Elecciones al Parlamento de Cataluña                                          | La 1, 24 horas y TVE Internacional |
| 2018                            | Moción de censura a Mariano Rajoy e investidura de Pedro Sánchez              | La 1, 24 horas y TVE Internacional |
| 2018                            | Jura del cargo de los ministros de Pedro Sánchez                              | La 1, 24 horas y TVE Internacional |
| 2018                            | Elecciones al Parlamento de Andalucía                                         | La 1, 24 horas y TVE Internacional |
| 2019                            | El primer debate. 28-A: Tú decides                                            | La 1, 24 horas y TVE Internacional |
| 2019                            | 28-A: Tú decides: Elecciones generales de España y a las Cortes Valencianas   | La 1, 24 horas y TVE Internacional |
| 2019                            | 26-M: Tú decides: Elecciones autonómicas, municipales y al Parlamento Europeo | La 1, 24 horas y TVE Internacional |
| 2019                            | Tres especiales: Investidura de Pedro Sánchez                                 | La 1, 24 horas y TVE Internacional |
| 2019                            | Debate a cinco 2019                                                           | La 1, Antena 3, La Sexta, 24 horas, Canal Sur Televisión, Telemadrid, CMM TV, Aragón TV, Televisión Canaria, La 7 e IB3 |
| 2019                            | 10-N: Tú decides: Elecciones generales de España                              | La 1, 24 horas y TVE Internacional |
| 2020                            | Entrevista a Pedro Sánchez                                                    | La 1, 24 horas y TVE Internacional |
| 2020                            | 12-J: Tú decides: Elecciones al Parlamento de Galicia y al Parlamento Vasco   | La 1, 24 horas y TVE Internacional |
| 2020                            | Día de la Fiesta Nacional de España                                           | La 1, 24 horas y TVE Internacional |
| 2020 y 2021                     | Homenaje de Estado, víctimas de COVID-19 y personal sanitario                 | La 1, 24 horas y TVE Internacional |
| 2021                            | De Trump a Biden                                                              | La 1, 24 horas y TVE Internacional |
| 2021                            | 14-F: Cataluña decide                                                         | La 1, 24 horas y TVE Internacional |
| 2021                            | 11-M: Día Europeo de las Víctimas del Terrorismo                              | La 1, 24 horas y TVE Internacional |
| 2021                            | 4-M: Madrid decide                                                            | La 1, 24 horas y TVE Internacional |
| 2021                            | 11-S: 20 años después                                                         | La 1, 24 horas y TVE Internacional |
| 2021                            | El final de ETA: 10 años después                                              | La 1, 24 horas y TVE Internacional |
| 2022                            | 13-F: Castilla y León decide                                                  | La 1, 24 horas y TVE Internacional |
| 2022                            | Invasión rusa en Ucrania                                                      | La 1, 24 horas y TVE Internacional |
| 2022                            | 19-J: Andalucía decide                                                        | La 1, 24 horas y TVE Internacional |
| 2022                            | Muerte y funeral de Estado de Isabel II del Reino Unido                       | La 1, 24 horas y TVE Internacional |
| 2023                            | Informe semanal: 50 años                                                      | La 1, 24 horas y TVE Internacional |
| 2023                            | Todo cambia                                                                   | La 1, 24 horas y TVE Internacional |

## Premios y nominaciones
| Año | Categoría | Resultado                                                                                             |
| Academia de Televisión y de las Ciencias y Artes del Audiovisual de España Premios ATV / Premios Iris                                     | Academia de Televisión y de las Ciencias y Artes del Audiovisual de España Premios ATV / Premios Iris                      | Academia de Televisión y de las Ciencias y Artes del Audiovisual de España Premios ATV / Premios Iris |
| --- | --- | --- |
| 1998 | Mejor Presentadora de Informativos                                                                                         | Nominada                                                                                              |
| 1999 | Mejor Presentadora de Informativos                                                                                         | Nominada                                                                                              |
| 2000 | Mejor Presentadora de Informativos                                                                                         | Ganadora                                                                                              |
| 2002 | Mejor Presentadora de Informativos                                                                                         | Nominada                                                                                              |
| 2003 | Mejor Presentadora de Informativos                                                                                         | Nominada                                                                                              |
| 2004 | Mejor Presentadora de Informativos                                                                                         | Ganadora                                                                                              |
| 2005 | Mejor Presentadora de Informativos                                                                                         | Ganadora                                                                                              |
| 2006 | Mejor Presentadora de Informativos                                                                                         | Nominada                                                                                              |
| 2007 | Mejor Presentadora de Informativos                                                                                         | Nominada                                                                                              |
| 2007 | Mejor Comunicadora 10 de Informativos: Mejor Presentadora de Informativos de la Década                                     | Ganadora                                                                                              |
| 2008 | Mejor Presentadora de Informativos                                                                                         | Nominada                                                                                              |
| 2010 | Mejor Presentadora de Informativos                                                                                         | Ganadora                                                                                              |
| 2012 | Mejor Presentadora de Informativos                                                                                         | Ganadora                                                                                              |
| 2018 | Premio a la Trayectoria Jesús Hermida                                                                                      | Ganadora                                                                                              |
| Federación de Asociaciones de Radio y Televisión de España Antena de Oro                                                                  | | |
| 1999 | Televisión | Ganadora                                                                                              |
| Embajada de Francia en España Insignia de Caballero de la Orden Nacional del Mérito                                                       | | |
| 2005 | 2005 | Ganadora                                                                                              |
| Federación de Asociaciones de Radio y Televisión Micrófono de Oro                                                                         | | |
| 2005 | Mejor Presentadora de Televisión                                                                                           | Ganadora                                                                                              |
| Revista TP TP de Oro | | |
| 2008 | Mejor Presentador/a de Informativos                                                                                        | Ganadora                                                                                              |
| 2009 | Mejor Presentador/a de Informativos                                                                                        | Finalista                                                                                             |
| 2010 | Mejor Presentador/a de Informativos                                                                                        | Finalista                                                                                             |
| 2011 | Mejor Presentador/a de Informativos                                                                                        | Finalista                                                                                             |
| Premio Manuel Alonso Vicedo | | |
| 2008 | Por su estilo imparcial y sobrio                                                                                           | Ganadora                                                                                              |
| Ayuntamiento de Guadix y Asociación de la Prensa de Granada                                                                               | | |
| 2011 | Premio de Periodismo Pedro Antonio de Alarcón                                                                              | Ganadora                                                                                              |
| Gobierno Vasco | | |
| 2011 | Distinción Lan Onari | Ganadora                                                                                              |
| Asociación ATR–Usuarios de Medios de Madrid                                                                                               | | |
| 2013 | Mejor Presentadora de Informativos                                                                                         | Ganadora                                                                                              |
| Ayuntamiento de Cádiz Premio Emilio Castelar                                                                                              | | |
| 2014 | Eficacia comunicativa | Ganadora                                                                                              |
| Prisa (Radio Barcelona) Premios Ondas | | |
| 2015 | Premio Ondas Nacional de Televisión a Mejor Presentadora                                                                   | Ganadora                                                                                              |
| Radio Bilbao | | |
| 2017 | A la excelencia en comunicación                                                                                            | Ganadora                                                                                              |
| Premios de Periodismo Ciudad de Málaga | | |
| 2018 | Trayectoria profesional | Ganadora                                                                                              |
| Universidad Europea | | |
| 2019 | Trayectoria en periodismo y comunicación                                                                                   | Ganadora                                                                                              |
| FesTVal de Vitoria | | |
| 2019 | Premio Joan Ramon Mainat a la trayectoria profesional                                                                      | Ganadora                                                                                              |
| Club Internacional de Prensa (CIP) | | |
| 2020 | Premio de Periodismo Internacional 2020, por sus treinta años al frente de los Telediarios de TVE                          | Ganadora                                                                                              |
| Asociación de Profesionales de Radio y Televisión de Euskadi                                                                              | | |
| 2023 | Premio Airean a la Trayectoria en Televisión                                                                               | Ganadora                                                                                              |
| Premios Ramón del Corral | | |
| 2024 | Premio Especial «por el ejercicio, a lo largo de toda su carrera, de un periodismo profesional comprometido con la verdad» | Ganadora                                                                                              |
| Gabinete de Comunicación y Educación del Departamento de Periodismo y Ciencias de la Comunicación de la Universidad Autónoma de Barcelona | | |
| 2024 | Premio Ítaca a la trayectoria profesional                                                                                  | Ganador                                                                                               |

### Otros reconocimientos
- Homenajeada por sus compañeras y compañeros de Televisión Española en 2015[53]y 2024.[34]